# لوکا بریسل
لوکا برسل (هلندی: Luca Brecel؛ زادهٔ ۸ مارس ۱۹۹۵) اسنوکرباز حرفه‌ای اهل بلژیک است. او در ۱۴سالگی قهرمان مسابقات زیر ۱۹ سال اروپا شد و جوانترین اسنوکربازی است که به سالن کروسیبل (محل برگزاری مسابقات جهانی اسنوکر) راه یافته است؛ این اتفاق در ۱۷سالگی او و در مسابقات جهانی ۲۰۱۲ رقم خورد. اولین فینال رنکینگی برسل مسابقات مسترز ۲۰۱۶ آلمان بود که درآنجا مغلوب مارتین گلد شد. با قهرمانی در مسابقات قهرمانی چین در سال ۲۰۱۷، وی تبدیل به نخستین بازیکن اروپایی خارج از بریتانیا شد که قهرمان یک تورنومنت رنکینگی می‌شود. او همچنین قهرمان مسابقات اوپن اسکاتلند در سال ۲۰۲۱ و لیگ قهرمانی سال ۲۰۲۲ شده است. او نخستین فینال مسابقات موسوم به تاج سه‌گانه را در سال ۲۰۲۱ و در جریان مسابقات قهرمانی بریتانیا تجربه کرد که در ۵–۱۰ مغلوب ژائو ژینتونگ شد. اوج شاهکار برسل در مسابقات قهرمانی جهان سال ۲۰۲۳ رقم خورد. جایی که در آن با ارائه نمایشی بی‌نظیر و بردن بزرگانی همچون مارک ویلیامز و سپس مدافع عنوان قهرمانی و بهترین اسنوکر باز تاریخ رونی اسالیوان و سپس پدیدهٔ مسابقات سی جیاهوی به فینال رسید و سپس توانست مارک سلبی بزرگ را ۱۸–۱۵ شکست دهد و نخستین بار قهرمان مسابقات قهرمانی جهان و یک تورنومنت تاج سه‌گانه ای شود. لوکا نخستین بازیکن اروپایی خارج از بریتانیا است که قهرمان جهان می‌شود.